# Bagnoles
Bagnoles é uma comuna francesa na região administrativa de Occitânia, no departamento de Aude. Estende-se por uma área de 5,63 km². Em 2010 a comuna tinha 310 habitantes (densidade: 55,1 hab./km²).